# Canabungán
Canabungán es una isla y un arrecife situados en Filipinas, adyacente a la de Paragua, en el grupo de Balábac. Administrativamente forma parte del barrio de Salang del municipio filipino de Balábac de tercera categoría, perteneciente a la provincia de Paragua en Mimaro, Región IV-B de Filipinas.

## Geografía
Isla situada en el estrecho del Norte de Balábac al sur de la isla de Manlangule y al norte de las de Candamarán y de Caxisigán (Matangala Island), las tres últimas pertenecientes al barrio de  Salang, situado en la parte norte de la isla de Balábac.
La isla tiene una extensión superficial de aproximadamente 3,10 km², 4.100 metros de largo, en dirección noroeste-sureste, y unos 700 metros en su oparte más ancha.
Dista 2.500 metros de Manlangule, 4.500  de Candamarán y 4.200 de Caxisigán.

## Historia
Balábac formaba parte de la provincia española de  Calamianes, una de las 35 del archipiélago Filipino, en la parte llamada de Visayas. Pertenecía a la audiencia territorial  y Capitanía General de Filipinas, y en lo espiritual a la diócesis de Cebú.
De la provincia de Calamianes se segrega la Comandancia Militar del Príncipe, con su capital en Príncipe Alfonso, en honor del que luego sería el rey Alfonso XII, nacido en 1857.